# Liste der Biografien/Merb
Liste der Biografien |
Portal Biografien |
Personensuche
# |
A |
B |
C |
D |
E |
F |
G |
H |
I |
J |
K |
L |
M |
N |
O |
P |
Q |
R |
S |
T |
U |
V |
W |
X |
Y |
Z |
?
 
Ma |
Mb |
Mc |
Md |
Me |
Mf |
Mg |
Mh |
Mi |
Mj |
Mk |
Ml |
Mm |
Mn |
Mo |
Mp |
Mq |
Mr |
Ms |
Mt |
Mu |
Mv |
Mw |
Mx |
My |
Mz
 
Mea–Mee |
Mef |
Meg |
Meh |
Mei |
Mej |
Mek |
Mel |
Mem |
Men |
Meo |
Mep |
Mer |
Mes |
Met |
Meu |
Mev |
Mew |
Mex |
Mey |
Mez
 
Mera |
Merb |
Merc |
Merd |
Mere |
Merf |
Merg |
Merh |
Meri |
Merj |
Merk |
Merl |
Merm |
Mern |
Mero |
Merr |
Mers |
Mert |
Meru |
Merv |
Merw |
Merx |
Mery |
Merz
Die Liste der Biografien führt alle Personen auf, die in der deutschsprachigen Wikipedia einen Artikel haben. Dieses ist eine Teilliste mit 17 Einträgen von Personen, deren Namen mit den Buchstaben „Merb“ beginnt.

## Merb

### Merba
- Merbach, Hans (1910–1949), deutscher Schutzhaftlagerführer im KZ Buchenwald
- Merbach, Kurt (1839–1912), deutscher Hüttenmann und Politiker, MdR
- Merbach, Liska (1915–2005), deutsche Schauspielerin
- Merbach, Paul Alfred (1880–1951), deutscher Schriftsteller, Dramaturg, Theaterwissenschaftler und Journalist
- Merbach, Paul Moritz (1819–1899), deutscher Mediziner und Königlich Sächsischer Geheimer Medizinalrat in Dresden
- Merbach, Wolfgang (* 1939), deutscher Agrikulturchemiker
- Merbah, Kasdi (1938–1993), algerischer Politiker

### Merbd
- Merbd, Detlef (1948–2019), deutscher Schriftsteller

### Merbe
- Merbeller, Rudolf (1858–1945), böhmischer Finanzbeamter, Regionalhistoriker, Amateurarchäologe, Museumsgründer, Okkultist und Schriftsteller
- Merbeth, Alexander (* 1981), deutscher Schauspieler
- Merbeth, Ricarda, deutsche Opernsängerin

### Merbi
- Merbitz, Bernd (* 1956), deutscher Polizist, Landespolizeipräsident Sachsen
- Merbitz, Johann Valentin (1650–1704), deutscher Lehrer, Dramatiker und Automatenbauer

### Merbo
- Merbold, Ulf (* 1941), deutscher Physiker und AstronautUlf Merbold (* 1941)

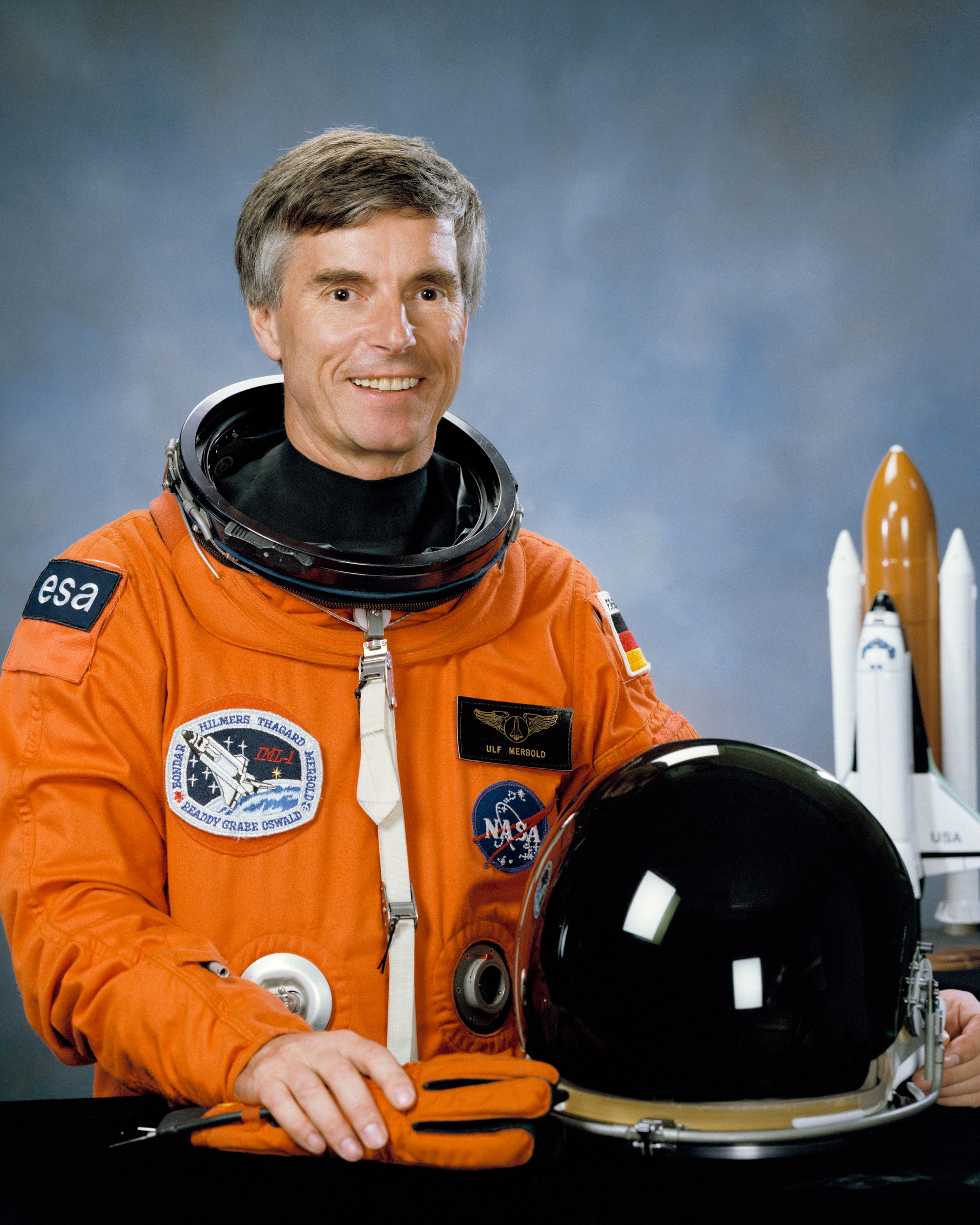
Ulf Merbold (* 1941)

- Merbot, Wendelin († 1561), Zisterzienser, letzter Abt des Klosters Otterberg

### Merbt
- Merbt, Max (1895–1987), deutscher Maler und Kunstrestaurator

### Merbu
- Merbury, John († 1438), englischer Beamter und Politiker